# Корнел Марін
Корнел Марін (19 січня 1953 , Бухарест ) — румунський фехтувальник на шаблях, бронзовий призер Олімпійських ігор 1976 та 1984 років.

## Виступи на Олімпіадах
| Олімпіада         | Дисципліна          | Місце |
| ----------------- | ------------------- | ----- |
| Монреаль 1976     | індивідуальна шабля | 24    |
| Монреаль 1976     | командна шабля      | 3     |
| Москва 1980       | індивідуальна шабля | 9     |
| Москва 1980       | командна шабля      | 5     |
| Лос-Анджелес 1984 | індивідуальна шабля | 13    |
| Лос-Анджелес 1984 | командна шабля      | 3     |